# Verderel-lès-Sauqueuse
Verderel-lès-Sauqueuse är en kommun i departementet Oise i regionen Hauts-de-France i norra Frankrike. Kommunen ligger i kantonen Nivillers som tillhör arrondissementet Beauvais. År 2022 hade Verderel-lès-Sauqueuse 720 invånare.

## Befolkningsutveckling
Antalet invånare i kommunen Verderel-lès-Sauqueuse
| Referens: INSEE |